# علف دندان
علف دندان (نام علمی: Lathraea squamaria) نام یک گونه از تیره گل جالیزان است.